# Шара-Горохон
Шара́-Горохо́н (рос. Шара-Горохон) — село у складі Каримського району Забайкальського краю, Росія. Входить до складу Тиргетуйського сільського поселення.
Стара назва — Шарогорохон.

## Населення
Населення — 1267 осіб (2010; 1543 у 2002).
Національний склад (станом на 2002 рік):
- росіяни — 90 %